# 19 Korpus Kawalerii (ZSRR)
19 Korpus Kawalerii (ros. 19-й кавалерийский корпус) – wyższy związek taktyczny kawalerii Armii Czerwonej z okresu II wojny światowej. 
19 Korpus Kawalerii (19 KKaw.) sformowany został 22 kwietnia 1942. W jego skład weszły m.in. oddziały 16 Korpusu Kawalerii, a jego jedynym dowódcą był gen. mjr Michaił Konstantinow. 19 KKaw. brał udział w walkach na froncie radziecko-niemieckim w rejonie Desny. Poniesione straty oraz ogólna tendencja do zmniejszania ilości kawalerii spowodowała rozwiązanie 19 KKaw. i przeniesienie jego oddziałów m.in. do 6 Gwardyjskiego Korpusu Kawalerii i 4 Armii Pancernej.

## Dowództwo korpusu
Dowódca:
- gen. mjr Michaił Konstantinow (22.02.1943 по 05.07.1943)[2].

## Struktura organizacyjna
- 8 Dywizja Kawalerii
- 51 Dywizja Kawalerii[2].